# Historische Basisnarrative
Historische Basisnarrative sind kollektive Erzählmuster. Sie bestimmen den Rahmen des individuellen und kollektiven historischen Denkens. Sie wirken als institutionalisierte und sozial bewährte und regulierende Grundüberzeugungen (engl. beliefs) innerhalb einer Gesellschaft.

## Begriffsgeschichte
Der Begriff „Basisnarrativ“ ist ungefähr um das Jahr 2000 im deutschsprachigen Raum in der Geschichtsdebatte aufgekommen. Aufschluss über die Anfänge der Entstehung findet sich in der Entwicklung der amerikanischen analytischen Philosophie. Nach dem Krieg beschrieb sie die narrative Logik der Geschichtsschreibung und Geschichte zum ersten Mal, formulierte Ansätze einer Unterscheidung der beiden Begriffe Meistererzählung und Basisnarrativ und gipfelte vorläufig in der Konferenz „Philosophie und Geschichte“ im Jahre 1963. Parallel zu dieser US-amerikanischen Entwicklung leistete auch Claude Lévi-Strauss 1964 wichtige Beiträge zur Konzeptentwicklung. In seiner strukturalistischen Studie erkennt er die Schwierigkeit der Übertragung indigener südamerikanischer mythologischer und daher ganz fundamentaler Narrationsstrukturen in die Erzählstrukturen westlicher Beobachter. Beruhend auf diesen zwei Ansätzen folgten Hayden Whites bekannte „Emplotments“ (1973) und Jean-François Lyotards Kritik (1979) der Meistererzählungen (oder auch „méta récits“). Diese theoretischen Entwicklungen zum Begriff „Basisnarrativ“ wurde durch den Beginn des „Gedächtnisbooms“ in der westlichen Gesellschaft und die Etablierung einer wissenschaftlichen Public History in den USA unterstützt. Die Diskussion um den Begriff "Basisnarrativ" als Analysekategorie wurde von Susanne Popp (2002) und Marko Demantowsky (2006) in die deutschsprachige geschichtswissenschaftliche Diskussion eingeführt, 2012 fand sie dann bei Peter Gautschi et al. Anschluss an die pragmatische Diskussion zur Durchführung von Geschichtsunterricht.

## Systematik
- Master Narrative (teilweise als Meistererzählungen übersetzt, was aber angelehnt an André Glucksmanns Meisterdenker die Assoziation einer dominanten Erzählung hervorrufen könnte, was hier nicht gemeint ist[9]) sind Kategorien, welche, metaphorisch gesprochen, vom ‘alten weißen Mann’ gemacht wurden. Sie werden explizit konstruiert, verfolgen eine bestimmte Geschichtsdarstellung und sind somit auf einen oder mehrere Autoren zurückzuführen. Bei Masternarrativen handelt es sich um die Schwerpunkte in der kollektiven Geschichte, die man als Individuum, welches zu einer bestimmten Gesellschaft gehört, kennen muss. Master Narrative werden zur politischen Geschichtsbildung genutzt und für wertorientierte Bildung. Mit ihnen wird zum Beispiel an Nationalfeiertagen deren Legitimation begründet.
- Basisnarrative hingegen sind die Matrix des historischen Denkens in einer Gesellschaft. Es geht um den alltäglichen, historischen Rahmen des Denkens, also die impliziten Theorien des historischen Denkens in einer Gesellschaft. Im Gegensatz zu den Master Narratives, die ‘von oben’ kommen und zum Beispiel sich in politischen Festen manifestieren, um dadurch der Landesführung zu erlauben, kollektives Denken herzustellen, kommen Basisnarrative hingegen eher ‘von unten’, sie beschreiben, wie eine Gesellschaft als Kollektiv denkt und deshalb auch, welche Meinungen in einer Gesellschaft akzeptiert werden und welche als ‘Querdenker’ einen eher steinigen Weg der Akzeptanz vor sich haben.[10]

Neben der Unterscheidung zwischen Masternarrativ und Basisnarrativ gibt es noch weitere narrative Unterscheidungen, welche von Margret R. Somers (1994) definiert wurden.
- Ontologisches Narrativ: Dieses definiert den Menschen in seinem Sein, es kümmert sich um philosophische Fragen des Menschseins. Mit diesem Narrativ machen sich die Menschen einen Sinn aus ihrem Leben, es definiert weit gefasst, wer wir sind.
- Öffentliches Narrativ: Diese sind an kulturelle und institutionelle Praktiken einer Gesellschaft geknüpft sind. Sie definieren die größeren Netzwerke und sind individuumübergreifend.
- Metanarrative: Diese beziehen sich auf das Masternarrativ, in das der Mensch als Akteur in der Geschichte eingebettet ist. Es lässt ihn über die Masternarrative nachdenken, welche ihn ausmachen. So kann der Mensch in einer gewissen Distanz darüber reflektieren, wie Fortschritt, Industrialisierung und Aufklärung zum Beispiel unsere heutige Gesellschaft beeinflussen.[10]
- Konzeptuelles Narrativ: Dieses Narrativ betrifft Kultur- und Gesellschaftswissenschaftler jeglicher Art und darin enthalten sind die Konzepte und Erklärungen, welche ebenjene Wissenschaftler der Gesellschaft zu Grunde legen.[11]

Demantowsky (2018) plädiert dafür, dass man Basisnarrative nicht Masternarrativen gegenüberstellt, sondern den konzeptuellen Narrativen von Somers (1994).

## Definition
Die gegenwärtig umfassendste Begriffsbestimmung liegt bislang aus der Perspektive der empirischen kulturwissenschaftlichen Forschung vor. Dieser Ansatz erfasst Basisnarrative als kollektive Erzählmuster. Sie sind anonyme und tiefgreifende Identifikationsstrukturen von Meinung und Bedeutung in Gesellschaften. Sie bilden das Grundgerüst des alltäglichen historischen Denkens und sind in der Regel keiner Autorschaft zuzuordnen, das heißt, sie sind anonym. Basisnarrative wirken in der Regel als unausgesprochene Voraussetzungen, welche in Form tiefgründiger Strukturen das individuelle und kollektive Geschichtsverständnis innerhalb einer Gesellschaft bestimmen. Basisnarrative erscheinen sowohl als institutionalisierte und gesellschaftlich bewährte Überzeugungen (engl. beliefs) – zum Beispiel in Museen, Archiven, Lehrplänen, Erinnerungen, Fernsehserien, Bollywoodfilmen, im Parlament sowie in Hausnummern und auch in der Universität.
Unterschieden werden vier "analytische Aspekte" von Basisnarrativen: der Aspekt sozialer Rollen, der sozialer und sprachlicher Normen bzw. Regeln, der mediale Aspekt und schließlich der der Rituale.